# Jean-Pierre Hoschedé
Jean-Pierre Hoschedé ( 1874 - 1934 ) fue un botánico francés

## Algunas publicaciones
- Plantes adventices del environs de Rouen. Feuille des Jeunes naturalistes 365[1]

- La abreviatura «Hoschedé» se emplea para indicar a Jean-Pierre Hoschedé como autoridad en la descripción y clasificación científica de los vegetales.[2]